# 劉毓崧

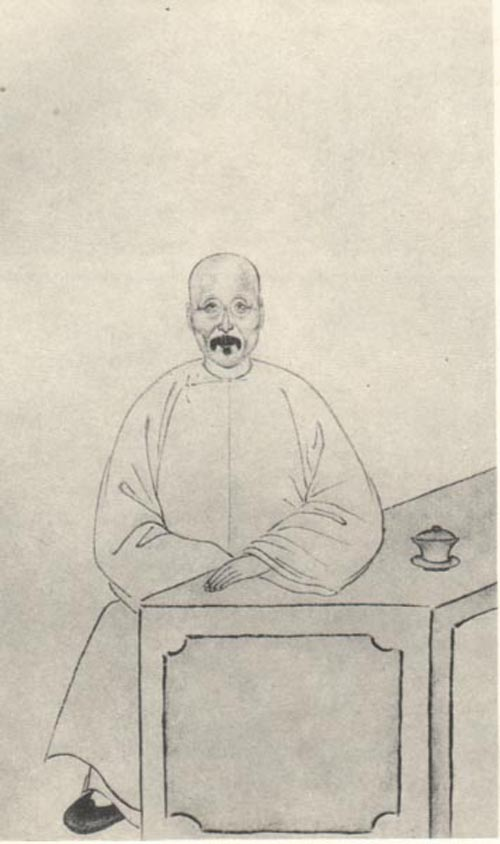
劉毓崧

劉 毓崧（りゅう いくすう、Liu Yusong、1818年 - 1867年）は、清の儒学者。字は伯山、号は松崖。
江蘇省儀徴出身。儒学者劉文淇の子で、『春秋左氏伝』の研究を父より受け継いだ。幼いころより父に従って四方を旅していたが、1840年に優貢生となった。後に曽国藩に招かれ、金陵書局の責任者となった。著作に『春秋左伝大義』、『周易』『尚書』『毛詩』『礼記』の『旧疏考正』それぞれ1巻、『経伝通義』4巻、『諸子通義』4巻、『王船山年譜』2巻、『通義堂筆記』16巻、『通義堂文集』16巻などがある。孫に劉師培がいる。